# DigiTech Whammy

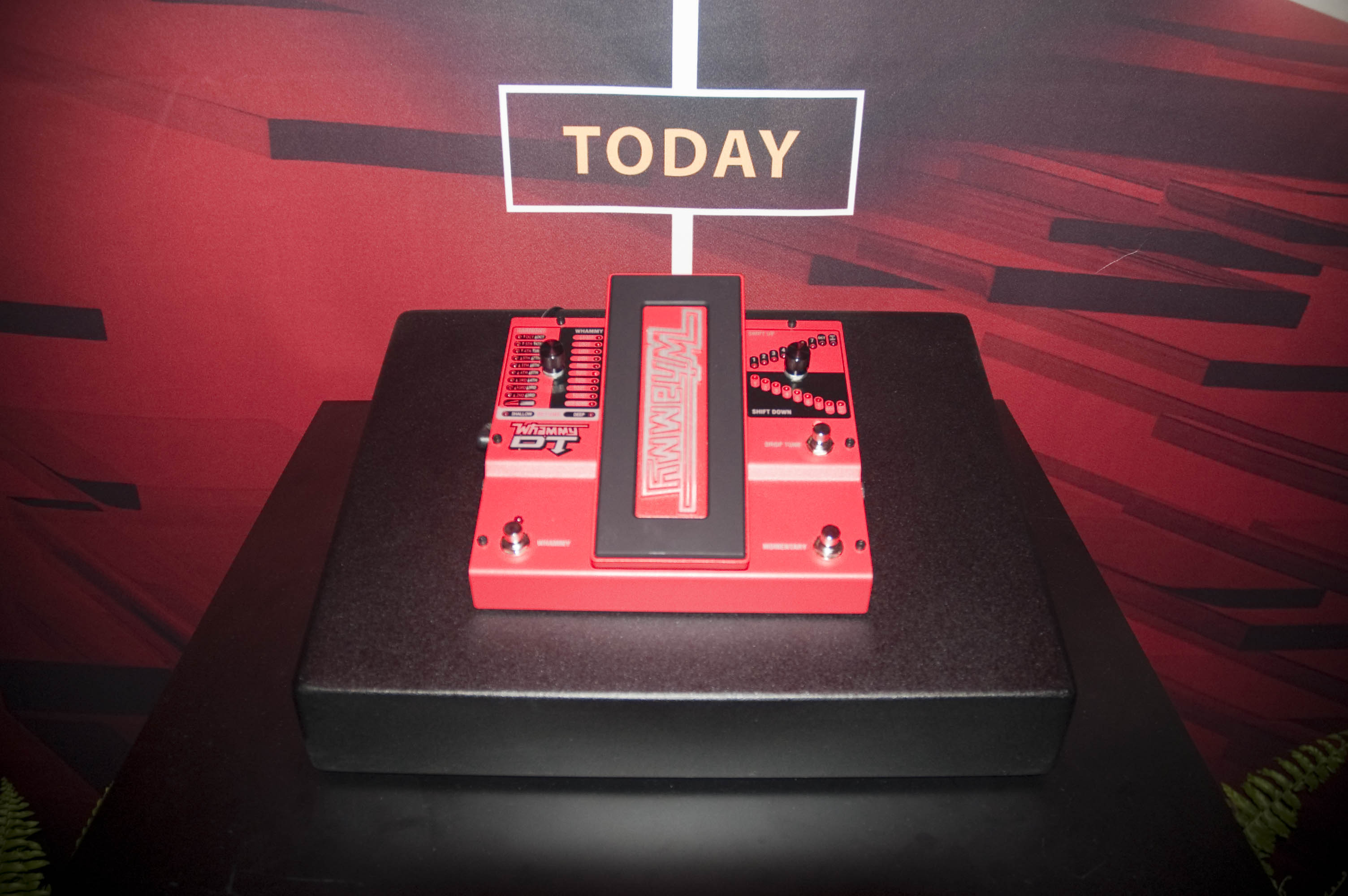
Un pedal Digitech Whammy.

El Digitech Whammy es un pedal de efecto fabricado por Digitech. Proporciona a los músicos la capacidad de desplazar la afinación de su guitarra eléctrica hacia arriba o hacia abajo en tiempo real por un balanceo del pedal en respectiva dirección, de forma similar a como un pedal wah afecta el tono de la guitarra basado el la posición del pedal.

## Sinopsis
El pedal Whammy WH-1, el whammy original, diseñado y fabricado en 1991 por IVL Audio, sigue siendo el más buscado.[1]. NyL/09

## Controles
Es controlado por un pedal y un solo mando giratorio, con 16 presets de los cuales podían ser seleccionados: cinco efectos "Whammy", nueve efectos "Harmony" (armonía), y dos efectos "Detune" (desafinar).
| - Second up - third up (Segunda arriba - tercera arriba) - Minor third up - third up (Tercera menor arriba - tercera arriba) - Third up - fourth up (Tercera arriba - Cuarta arriba) - Fourth up - fifth up (Cuarta arriba - Qinta arriba) - Fifth up - sixth up (Quinta arriba - Sexto arriba) - Fifth up - seventh up (Quinta arriba - Séptimo arriba) - Fourth down - third down (Cuarta abajo - Tercera abajo) - Fifth down - Fourth down (Quinta abajo - Cuarta abajo) - One octave down - one octave up (Una octava abajo - una octava arriba) | - Shallow (Superficial) - Deep (Profundo) - One octave up (Una octava arriba) - Two octaves up (Dos octavas arriba) - Two semi-tones down (Dos semi-tonos abajo) - One octave down (Una octava abajo) - Two octaves down (Dos octavas abajo) |

## Usuarios
Músicos que han hecho uso del  Whammy:
- Tom Morello de Rage Against The Machine [2].
- Taylor York de Paramore
- Josh Farro exmiembro de Paramore
- Jonny Greenwood de Radiohead [3].
- Tito Fuentes de Mólotov
- Buckethead
- Steve Vai [4].
- Joe Satriani [5].
- The Edge de U2 [6].
- Bryant de Godspeed you! Black Emperor. [ 7 ]
- Jimmy Page de Led Zeppelin [8].
- Kevin Shields de My Bloody Valentine. [ 9 ]
- Dimebag Darrell de Pantera [10].
- David Gilmour de Pink Floyd [11].
- Kirk Hammett de Metallica [12].
- Fernando Rivas de TK-90
- Jack White de White Stripes y The Raconteurs.
- Herman Li de DragonForce.
- Josh Homme de KYUSS y Queens of the Stone Age.
- Matthew Bellamy de Muse.
- Omar Rodriguez Lopez de the Mars Volta.
- Synyster Gates de Avenged Sevenfold.
- Justin Chancellor de Tool.
- Nicolas Carabaca Moja.
- Arturo Arredondo de Panda.
- Julian Martinez
- Ramiro Gatti de Helaguiar.
- John Frusciante de Red Hot Chili Peppers
- David James Rosen de The Parlor Mob
- Ichirou Agata de Melt-Banana
- Ed O'Brien de Radiohead
- Matthew Followill de Kings Of Leon
- James Hetfield de Metallica
- Munky de Korn
- Head de Korn
- Dough Wimbish de Living Colour
- Prince's
- Jeff Ament de Pearl Jam
- Dan Deacon
- Joe Perry de Aerosmith
- Nels Cline de Wilco
- Trey Anastasio's de Phish
- John Scofield
- Mike Vennart de Oceansize
- Eugene Goreshter de Autolux
- Edwin Monney de Kali Yuga
- Brian Gibson de Lightning Bolt
- Teppei Teranishi de Thrice
- Dave Baksh de Sum 41
- Dean Fertita de The Dead Weather & Queens Of The Stone Age
- Troy Van Leeuwen de Queens Of The Stone Age
- Brendon Small de Dethklok
- Thomas Erak's de The Fall Of Troy
- Aaron Fink de Breaking Benjamin
- Daniel Johns de Silverchair
- Marc Rizzo de Soulfly
- Dj Ashba de Guns N'Roses Beautiful Creatures BulletBoys & Sixx:A.M.
- John 5 de Marilyn Manson
- Richard Z. Kruspe de Rammstein
- Billy Corgan de Smashing Pumpkins
- Russell Lissack de Bloc party
- Robert Fripp de King Crimson
- Orianthi Panagaris
- Clint Lowery de Sevendust
- John Connolly de Sevendust
- Jasin Todd de Shinedown
- Michael DeAngelis de Arkells
- Pablo "Tordo" Mondello de Massacre
- Beto Gonzalez de Vikingo
- Franco Gallardi de Remis Universo
- Beck
- Peter Frampton
- Walter Albá
- Fabio Belaich de Encefaloraquídeos
- Sebastian Seoane de Tan Bionica
- Nick Zinner de Yeah Yeah Yeahs
- Phil Boyd de Modey Lemon
- Tomo Milicevic de 30 Seconds To Mars
- Amadeo Alonso de Oesterheld
- Christian Olde Wolbers de Fear Factory
- Adrian Belew de King Crimson
- Dan Lebowitz de ALO
- Chuck Fay de State Radio
- Stevie Salas
- Lawrence Chandler de Bowery Electric EAR Happy Families
- Adam Franklin de Swervedriver y Toshack Highway
- Mark Mason de Seven Car Pileup
- Kevin Skaff de A Day To Remember
- Tim Mahoney de 311
- Alex Wade de Whitechapel
- Mike Schleibaum de Darkest Hour
- Steve Stevens de Billy Idol
- Dave Weiner
- Robert Smith de The Cure
- Stephen Carpenter de Deftones Kush Sol Invicto
- Brian Cook de Russian Circles
- Sid Wilson de Slipknot
- Robin Finck de Nine Inch Nails
- Jerry Horton de Papa Roach
- Cory Johnson de Impending Doom
- Emma Anderson de Lush
- Steve Hackett de Genesis
- Reeves Gabrels de The Cure Tin Machine David Bowie
- Page Hamilton de Helmet
- David Torn
- Javier Malosetti
- Gaspar Benegas de Indio Solari
- Allen Cudal de Greyhoundz
- Kristian Dunn de El Ten Eleven
- Hernán "Tery" Langer de Carajo
- Hernán Rupolo de Connor Questa
- Thorsten Koehne de Code Of Perfection Eden's Curse
- Scott Ian de Anthrax
- Stephen Malkmus de Pavement
- Nick Bockrath’s de Cage The Elephant
- Joe Trohman’s de Fall Out Boy
- Noel Gallagher de Oasis
- Ariel Ferreyrola de Chorifunk
- Brenda Martín de Eruca Sativa
- Fred Frith
- Emppu Vuorinen de Nightwish
- Brynjar Leifsson de Of monsters and men
- Guillermo Aspitia guitarrista de black mustang
- Chuy Guerrero de Ramona
- Guztavo Harrison de Flyin' overseas
- Fito Cabrales de Fito & Fitipaldis
- Billie Joe Armstrong's de Green Day

## DIGITECH Whammy II

### Sinopsis
La Digitech Whammy II presenta un chasis negro (en contraste con la serie 'ahora famosa' en color rojo Ferrari).

### Controles
Es controlada por un pedal de expresión y un botón que selecciona la configuración, que son casi los mismos que en el WH-1. Sus efectos son los siguientes:

#### Efectos Harmony
- One octave down - One octave up (Una octava abajo - una octava arriba)
- Fourth down - Third down (Cuarta abajo - Tercera abajo)
- Fifth up - sixth up (Quinta arriba - Sexta arriba)
- Fourth up - fifth up (Cuarta arriba - Quinto arriba)
- Minor third up - major third up (Tercera menor arriba - Tercera mayor arriba)
- Second up - third up (Segunda arriba - Tercera arriba)

#### Efectos Detune
- Detune

#### Efectos Whammy
- One octave up (Una octava arriba).
- Two octaves up (Dos octavas arriba).
- Two semitones down (Dos semitonos abajo).
- One octave down (Una octava abajo).
- Two octaves down (Dos octavas abajo).

También tiene la capacidad para almacenar una configuración prefijada.
- Datos: Q2086794
- Multimedia: DigiTech Whammy / Q2086794